# Prêmio William C. Rose
O Prêmio William C. Rose (em inglês:  William C. Rose Award) é concedido pela American Society for Biochemistry and Molecular Biology, em reconhecimento a contribuições de destaque em pesquisa bioquímica e biológica molecular e um compromisso demonstrado com o treinamento de jovens cientistas, como sintetizou o nutricionista William Cumming Rose.

## Recipientes
Recipientes do prêmio incluem:
- 1979 - Minor J. Coon
- 1980 - Bert Lester Vallee
- 1981 - M. Daniel Lane
- 1982 - Hector DeLuca
- 1983 - Robert T. Schimke
- 1984 - Alton Meister
- 1985 - Esmond E. Snell
- 1986 - Irwin Gunsalus
- 1987 - Thressa C. Stadtman
- 1988 - Henry A. Lardy
- 1989 - Paul Delos Boyer
- 1990 - Harland Goff Wood
- 1991 - Robert Lee Hill
- 1992 - Eugene Kennedy
- 1993 - Irving M. Klotz
- 1994 - Robert Heinz Abeles
- 1995 - Celia White Tabor e Herbert Tabor
- 1996 - Julius Adler
- 1997 - Charles Yanofsky
- 1998 - Robert D. Simoni
- 1999 - Richard W. Hanson
- 2000 - Rowena Green Matthews
- 2001 - Marc Kirschner
- 2002 - Gordon Hammes
- 2003 - Jack E. Dixon
- 2004 - Sunney I. Chan
- 2005 - Frederick Guengerich
- 2006 - William L. Smith
- 2007 - Susan S. Taylor
- 2008 - John D. Scott
- 2009 - Sandra Schmid
- 2010 - Daniel Herschlag
- 2011 - Melissa J. Moore
- 2012 - Susan Marqusee
- 2013 - Ivan Đikić
- 2014 - Lynne Elizabeth Maquat
- 2015 - Kathleen Matthews